# Acontia ruficincta
Acontia ruficincta là một loài bướm đêm trong họ Noctuidae.